# Dragon Lee
Dragon Lee, född 15 maj 1995 i Tala, Jalisco är en mexikansk fribrottare. Han brottades tidigare i Consejo Mundial de Lucha Libre precis som sina äldre bröder Místico II och Rush. Dragon Lee var år 2013 med i CMLL:s årliga bodybuildingturnering där han vann nybörjarkategorin. Han gjorde sin debut i ringen i början av 2014 då han deltog i turneringen Copa Junior som är en turnering för fribrottare vars fäder är eller har varit fribrottare. Dragon Lees far är Toro Blanco, också känd som fribrottaren Comandante Pierroth i CMLL.
Dragon Lee var en del av gruppen Generacion '14 det vill säga de som började i CMLL år 2014. Den 23 mars 2014 var Dragon Lee tillsammans med de andra sju wrestlarna i Gen'14 i en 16-mans match mot Generacion '13. De åtta wrestlarna som klararade sig längst i tävlingen fick möjlighet att delta i CMLL:s årliga tävling En Busca de un Idolo. Dragon Lee blev en av de åtta, och slutade sammanlagt trea i turneringen.
I mars 2015 besegrade han sin rival, fribrottaren Kamaitachi från Japan i en lucha de apuestas match. I september 2016 besegrade han La Máscara i en mask vs. mask match under CMLL's 83-årsjubileum. År 2019 fick han sparken från CMLL och har sedan dess arbetat i New Japan Pro Wrestling under namnet Ryu Lee samt i Lucha Libre AAA Worldwide.
2023 skrev han kontrakt med World Wrestling Entertainment i USA och debuterade i september samma år.